# Olumuyiwa Famutimi
Olumuyiwa « Olu » Famutimi (né le 21 février 1984 à Toronto, Ontario) est un joueur canadien de basket-ball. Il évolue aux postes d'arrière et d'ailier.

## Formation
Famutimi commence à se faire remarquer lors de sa première année de lycée, à l'âge de 14 ans, alors qu'il joue pour le Chaminade College School, à Toronto.
Il est, moins d'un an plus tard, transféré à Flint dans le Michigan, où il rejoint le lycée Flint Northwestern et ses Wildcats. Durant ses années de lycée, il montera jusqu'à la 7e place du classement ESPN.com des meilleurs prospects pour la NBA.
Il rejoint, à la sortie du lycée en 2003, l'université d'Arkansas et son équipe des Razorbacks en NCAA.
Malgré une grave blessure au genou durant son année freshman (1re année)  il y jouera durant deux saisons, pour un total de 57 matchs et une moyenne de 8,3 points et 3,9 rebonds pour 22 minutes de jeu. À l'issue de son année sophomore, malgré les réticences de son coach d'université qui preferait le voir rester une saison de plus, il se présente à la Draft 2005 de la NBA et n'est pas drafté.

## Carrière professionnelle

### Aux États-Unis
Avant le début de la saison NBA 2005-2006, Famutimi participe à 4 matchs de pré-saison avec les 76ers de Philadelphie (pour 4,5 points et 2 rebonds par match), mais n'est pas conservé. 

Il rejoint alors l'équipe de D-League des RimRockers de l'Arkansas pour lesquels il joue 47 matchs en 2 saisons (6,8 points à 51 %, 2,7 rebonds pour 16 minutes de moyenne). Durant cette période, il est signé par les Spurs de San Antonio en 2006, mais sera coupé avant le début de la saison.

### En Europe
Il fait le grand saut en 2007 en signant dans le club ukrainien du Khimik Youjne. Sa première saison en championnat d'Ukraine est correcte (9,3 points, 4,5 rebonds pour 21 minutes).
Il participe pour la première fois à une compétition européenne, l'Eurocoupe 2008 avec lequel il atteint les quarts de finale (11,5 points, 6,3 rebonds pour 25 minutes).
Pour la saison 2008-2009, Famutimi s'impose comme un des leaders offensifs du Khimki (13,1 points, 5,5 rebonds pour 26 minutes de jeu). En coupe d'Europe, le Khimik ne passe pas les phases de poules de l'Eurochallenge 2009, nouveau nom de l'EuroChallenge. Olumuyiwa Famutimi n'est plus autant à son avantage avec des statistiques de 6,7 points, 4,7 rebonds en 23 minutes.
La saison 2009-2010 le voit quitter l'Ukraine pour la Turquie et sa TBL. Il reste une saison au club d'Oyak Renault de Bursa où il prend ses galons de titulaire indiscutable (16,9 points, 5,5 rebonds en 37 minutes de moyenne).
Il rejoint pour la saison 2010-2011 la Pro A, plus haut niveau du championnat français. Il évolue au sein du club du Paris-Levallois qui est également inscrit en EuroChallenge.

### Carrière internationale
Famutimi fait partie de la sélection du Canada depuis 2007.